# Bernhard Jaup
Bernhard Jaup (* 28. oder 29. Mai 1860 in Mainz; † 2. April 1944 in Wernigerode)  war ein deutscher  Verwaltungsbeamter, der insbesondere in der 
Versicherungsaufsicht tätig war. Zwischen 1914 und 1918 leitete er als Präsident das Kaiserliche Aufsichtsamt für Privatversicherung sowie anschließend bis 1922 dessen Nachfolger, das Reichsaufsichtsamt für Privatversicherung.

## Werdegang
Jaup war ein Sohn des Kreisassessors bzw. Ministerialrats Bernhard Jaup (1827–1895) und dessen Ehefrau Louise, geb. Gros (1832–1917). Er studierte Rechtswissenschaften an den Universitäten Gießen und Leipzig. Danach arbeitete er zunächst als Regierungsassessor in Darmstadt und Worms (1887) und im Reichsamt des Innern (1888). Dort war er von 1892 bis 1894 Regierungsrat und Referent für Gewerbeinspektion und Handwerkergesetzgebung. Zwischen 1894 und 1901 war er als ständiges Mitglied und Senatsvorsitzender für das Reichsversicherungsamt tätig.
Im Juli 1901 wechselte Jaup als 1. Direktor in das durch das im Mai des Jahres erlassenen Reichsgesetzes über die privaten Versicherungsunternehmungen neu gegründete Kaiserliche Aufsichtsamt für Privatversicherung. 1906 ging er als Vortragender Rat zum der Behörde übergeordneten Reichsamt des Innern, ehe er 1914 als Nachfolger von Ernst Gruner die Leitung des Kaiserlichen Aufsichtsamts für Privatversicherung übernahm. Im Zuge der Novemberrevolution und der Schaffung der Weimarer Republik wurde die Behörde in das Reichsaufsichtsamt für Privatversicherung überführt. Hier kämpfte er insbesondere mit der Inflation und wirkte an verschiedenen diesbezüglichen Gesetzgebungsverfahren (z. B. Einführung des Grundsatzes der kongruenten Deckung für in ausländischer Währung laufender Versicherungsverträge im Dezember 1921) sowie einem Abkommen mit der Schweiz mit. Zudem fiel unter seine Amtstätigkeit die Erarbeitung des im April 1922 erlassenen Versicherungsteuergesetzes. Sein Nachfolger wurde nach dem altersbedingten Ausscheiden aus dem Staatsdienst 1922 Robert Scharmer.
Jaup heiratete 1891 Gertrud Gaebel, Tochter von Otto Gaebel. Er war Vater eines Sohnes und zweier Töchter.

## Auszeichnungen
- 1918: Wirklicher Geheimer Oberregierungsrat
- Preußischer Roter Adlerorden 3. Klasse mit Schleife
- Preußischer Kronenorden 2. Klasse[1]